# José Omar Perdomo Machado
Omar Perdomo (nascut a Las Palmas de Gran Canària, Illes Canàries, el 3 de juliol del 1993) és un futbolista canari que juga com a extrem al San Fernando CD.